# Miranda Bailey
Pour les articles homonymes, voir Bailey.
Dr Miranda Bailey un personnage fictif de la série télévisée Grey's Anatomy et de son spin-off Station 19, surnommée "Le Tyran" ("The Nazi" en V.O.) par ses internes et interprété par l'actrice Chandra Wilson qui a gagné en 2007 le "Screen Actor's Guild Award" pour ce rôle. Chandra Wilson a également été nommée aux Emmy Awards pour ce rôle.
Contrairement au temps de son internat, Miranda est une dure à cuire, elle ne se laisse pas marcher sur les pieds et bien souvent ne se laisse pas abattre.
Elle est en quelque sorte la protégée du chef (il était déjà chef de la chirurgie lors de son internat). Il lui dit qu'un jour ce sera elle qui le remplacera au poste de chef de la chirurgie. Il place beaucoup d’espoir en elle. Elle est respectée par tous, même par ses supérieurs à qui par ailleurs elle n’hésite pas à parler comme à ses propres internes. Elle considère Meredith, Cristina, Georges, Izzie et Alex comme ses propres enfants. Elle est un exemple pour eux. Plus tard lorsque ses internes deviennent résidents et qu’ils ont eux-mêmes leurs internes, ils ont le même discours d’arrivée qu’elle.

## Épisodes notables
Ces épisodes sont centrés sur Miranda ou sont par ailleurs très instructifs sur sa vie.
- Code noir (2x16)
- Brume rose (2x17)
- Retour au lycée (4x08)
- La Guérisseuse (4x11)
- L’Effet domino (5x05)
- L'Intervention… (6x15)
- Je l'aime... (6x23)
- … je l'aimais (6x24)
- Au cœur de l'enquête (9x21)
- ...Coup de foudre (9x24)
- La Folie des grandeurs (12x02)
- Un choix risqué (12x18)
- Les Prisonnières (13x10)
- Un regard en arrière (14x11)
- Garder son calme (16x05)
- Aller de l’avant (16x09)
- Une longue nuit (16x10)
- À armes inégales (17x05)
- La grande démission (18x20)
- Dépasser les limites (19x05)
- Rien que toi et moi (19x14)

## Histoire du personnage
Le personnage de Miranda Bailey apparaît dans 408 épisodes de l'univers de Grey's Anatomy : 409 fois dans la série mère, 2 fois dans Private Practice et 22 fois dans Station 19.

### Saison 1
Miranda Bailey est résidente en chirurgie, c'est elle qui s’occupe des internes. Elle est surnommée Le Tyran (The Nazy en VO) par ceux-ci. En effet, elle s’occupe d'eux d'une main de fer, elle est aussi contre la relation entre Meredith et Derek car lui est titulaire alors qu'elle encore interne.

### Saison 2
Elle accouche d'un petit garçon, pendant que Meredith Grey enlève une bombe du corps d'un homme et que son mari subit une craniectomie à la suite d'un accident de voiture. Elle donne à son fils le deuxième prénom « George » en référence à son interne George O'Malley qui l'a aidée à accoucher.
Bien qu'elle paraisse détachée, elle aime beaucoup ses internes qu'elle materne comme s'ils étaient ses propres enfants. Elle sait toutefois rester ferme et autoritaire avec eux.
Elle se sent faible et inutile dans la troisième saison et décide de faire quelque chose de plus : le dispensaire Denny Duquette subventionné par Izzie Stevens du nom du fiancé décédé de cette dernière.

### Saison 5
Elle divorce de son mari, Tucker, ce qui déplait fortement à son père.
Elle se laisse attendrir par la chirurgie pédiatrique où elle souhaite entrer pour se spécialiser au côté d'Arizona Robins, mais elle ne supporte pas de voir les enfants mourir. Elle opte finalement pour la chirurgie générale à laquelle elle était promise depuis le début.
Le cancer d'Izzie Stevens la touche et elle essaie d'être vraiment à ses côtés. D'ailleurs, c'est elle qui a l'idée d'échanger le mariage de Meredith pour que ce soit le « jour spécial » d'Izzie.
Elle est anéantie par la mort de George.

### Saison 6
Elle a une relation amoureuse avec Ben, un anesthésiste, mais, absent lors de la fusillade, elle lui en veut ; pensant qu'il ne l'a pas soutenue quand elle en avait le plus besoin. Par ailleurs, lors de cette fusillade, Bailey voit mourir dans ses bras le Dr Charles Pierce, ce qui la traumatise énormément et la pousse elle et son fils à aller voir ses parents à Baltimore pendant un mois. Cependant, Ben et elle rompront mais elle retrouve l'amour dans la saison suivante avec Eli, un infirmier têtu qui la prend de haut. Il rompent dans la saison 8 et elle sorti à nouveau avec Ben. Il la demande en mariage, ce qu'elle accepte.

### Saison 9
Bailey traite des patients qui meurent des suites d'une infection, ce qui déclenche une enquête interne qui met en cause la nouvelle marque de gants qu'elle utilise. Cela traumatise Bailey et l’empêche de pratiquer des opérations, provoquant l'apparition de Troubles Obsessionnels Compulsifs et elle est testée pour reprendre ses fonctions.

### Saison 10
Bailey est jalouse de Cristina qui a été nommé pour le Harper Avery, elle finit par l'accepter et féliciter Cristina. Miranda commence un nouveau projet pour aider un petit garçon atteint d'une maladie qui le prive de système immunitaire, elle trouve un moyen pour l'aider et lui injecte le VIH désactivé.

### Saison 12
Bailey est nommée chef de chirurgie par Catherine Avery et Richard Webber.